# Dasle
Dasle – miejscowość i gmina we Francji, w regionie Burgundia-Franche-Comté, w departamencie Doubs.
Według danych na rok 1990 gminę zamieszkiwało 1418 osób, a gęstość zaludnienia wynosiła 250 osób/km² (wśród 1786 gmin Franche-Comté Dasle plasuje się na 115. miejscu pod względem liczby ludności, natomiast pod względem powierzchni na miejscu 750.).